# Hendrik Smock
Hendrik Smock (* 1972) ist ein deutscher Jazzmusiker (Schlagzeug).

## Leben
Hendrik Smock studierte an der Musikhochschule Köln bei Keith Copeland, Bill Dobbins und Jiggs Whigham. Er war von 2004 bis 2014 Mitglied der Begleitband des Sängers Roachford; außerdem arbeitete er seit den 2000er-Jahren in den Bands und Produktionen von Flo Mega, Antilopengang Anarchie und Alltag, Martin Sasse (A Groovy Affair, Nagel-Heyer Records, 2002),  Xaver Fischer, Lutz Häfner (Way In Way Out, 2002), Rolf Römer (Tribute To Childhood, 2007) Nils Tegen, Simon Oslender, Weeland (2011), RAW (Raw artistic Music), Yvonne Catterfeld, DSDS, Federation of the Groove (feat Bruno Müller,  Claus Fischer, Martin Sasse). Er spielte außerdem Konzerte mit Randy Brecker, Michael Brecker, Jeb Patton, Gerd Dudek, Charlie Mariano, Guilty Simpson, Maxie Priest, Omar, James Kakande. 
Von 2008 bis 2022 war er als Dozent tätig an der Johannes Gutenberg Universität Mainz im Hauptfach Schlagzeug.